# Athanarich
Athanarich nebo Atanarich (latinsky Athanaricus) (4. století? – 21. ledna 381, Konstantinopol) byl král několika větví tervingských Gótů. Vládl od roku 364 do roku 376 na území Dácie, dnešního Rumunska. Jeho otcem byl Aorich. Během své vlády bojoval o moc s dalším tervigským vůdcem Fritigernem a také římským císařem Valensem.
Podle Sókrata Scholastika byli Athanarich s Fritigernem soupeřící vůdci tervingských Gótů. Vzhledem k tomu, že soupeření přerostlo do občanské války, požádal Fritigern o římskou podporu. Císař Valens a thrácká armáda proti Athanarichovi zasáhla a porazila ho. Fritigern poté konvertoval ke křesťanství. Některé prameny hovoří o vlivů gótského biskupa Wulfily, ale podle Sókrata Scholastika tak Fritigern učinil z vděčnosti za císařovu podporu v boji s Athanarichem. Athanarich později Fritigernovu nadvládu potlačil a nechal pronásledovat všechny gótské křesťany v Dácii. V pronásledování křesťanských Gótů v letech 369 až 372 byl jeho obětí i svatý Sabbas.
V roce 376 byl Athanarich poražený Huny. Následně se Fritigern obrátil se žádostí o pomoc v boji proti Hunům znovu na císaře Valense, ten povolil Fritigernovým následníkům přesunout se na římské území do bezpečí, čímž na Fritigernovu stranu přešlo mnoho dalších Athanarichových přívrženců. Athanarich i nadále ztrácel přízeň mezi jeho následovníky. Se zbývajícími věrnými Tervingy utekl do Caucalandu v Karpatech, kde následující čtyři roky se o něm nedochovaly žádné zprávy. Dne 11. ledna 381 v závěru svého života našel i Athanarich útočiště před Huny v Konstantinopoli. Zemřel čtrnáct dní po příjezdu do Konstantinopole.